# Nokia Tune
La Nokia Tune est une phrase musicale provenant d'une composition pour guitare solo, Gran Vals, du guitariste classique et compositeur espagnol Francisco Tárrega, écrite en 1902.
Elle est considérée comme le logo sonore de la société finlandaise Nokia depuis les années 1990, devenant la première sonnerie téléphonique identifiable sur un mobile.

## Partition
Le Nokia tune ; dans la Gran Vals de Tárrega, la phrase finit sur un mi.

## Histoire
La Nokia Tune a été entendue brièvement pendant trois secondes dans un Nokia 1011 commercialisé en 1992.
En 1993, Anssi Vanjoki, vice-président exécutif de Nokia, apporte la totalité de la composition Gran Vals à Lauri Kivinen, alors chef des communications. Ensemble, ils sélectionnent l'extrait qui est devenu le « Nokia tune ». L'extrait est tiré des mesures 13 à 16 de la pièce.
La Nokia Tune apparaît pour la première fois sur le Nokia 2110, sorti en 1994, sous le nom de sonnerie Type 7, montrant que c'était simplement l'une des sonneries traditionnelles. Ce nom original varie en fonction des listes de sonneries des téléphones. Ainsi, elle est répertoriée comme Type 13 sur certains téléphones et comme Type 5 sur d'autres.
En décembre 1997, avec l'introduction du Nokia 6110 (en), toutes les sonneries reçoivent un nom spécifique. C'est ainsi qu'apparaît le nom « Nokia tune », qui remplace le nom initial de « Grande valse ». En 1999, « Grande valse » ainsi rebaptisée Nokia tune devient la sonnerie phare de Nokia.

## Évolution
Avec l'évolution des capacités audio des téléphones portables, la sonnerie est transformée sous de nombreux aspects :
- la mélodie originale de 1994 est monodique (où une seule note est jouée à la fois);
- en 2002, le Nokia 3510 introduit la sonnerie polyphonique, à l'aide de méthodes de séquenceurs musicaux tels que le MIDI ;
- le Nokia 9500 Communicator de 2004 introduit une version pour piano enregistrée en True Tones ;
- en 2008, une nouvelle version à base de guitare est introduite avec le Nokia N78 ;
- en 2011, le Nokia N9 introduit une nouvelle mélodie basée sur des cloches et carillons. Il s'agit de la musique actuelle (en 2014), à l'exclusion de toutes les variantes.

## Contribution
En 2010, la mélodie est entendue dans le monde entier environ 1 800 000 000 de fois par jour, soit environ 20 000 fois par seconde.
Tapio, de l'équipe de Sound Design Nokia, explique que le concours 2011 de remake, dans laquelle près de 2 800 personnes issues de soixante-dix pays ont repensé la composition, démontre que les gens sont passionnés par la Nokia Tune laquelle est une partie intégrante de la société.
La phrase musicale a été enregistrée par Nokia comme une marque sonore dans certains pays,.

## Reprises
Le chanteur hong-kongais Khalil Fong, porte-parole de Nokia pour la grande Chine, a composé une chanson intitulée « Noix de coco (椰殼) qui comporte un segment de la Nokia Tune joué sur un Erhu, un instrument chinois à deux cordes.
Le pianiste canadien Marc-André Hamelin a rédigé une courte composition, intitulé Valse Irritation d'Après Nokia, basée sur la mélodie.
Dans le titre « Coup de vieux » de Bigflo et Oli et Julien Doré, la sonnerie est audible pendant un court moment.